# 2012年ロンドンオリンピックのサントメ・プリンシペ選手団
2012年ロンドンオリンピックのサントメ・プリンシペ選手団（2012ねんロンドンオリンピックのサントメ・プリンシペせんしゅだん）は、2012年7月27日から8月12日までイギリスのロンドンで開催されたロンドンオリンピックサントメ・プリンシペ選手団の名簿。

## 選手団
- 人員: 選手 2人
- 開会式旗手: レカベラ・クアレスマ

## 種目別選手・スタッフ名簿及び成績

### 陸上競技
| 選手                             | 種目             | 予選   | 予選 | 準々決勝 | 準々決勝 | 準決勝   | 準決勝   | 決勝     | 決勝     |
| 選手                             | 種目             | 結果   | 順位 | 結果     | 順位     | 結果     | 順位     | 結果     | 順位     |
| -------------------------------- | ---------------- | ------ | ---- | -------- | -------- | -------- | -------- | -------- | -------- |
| クリストファー・リマ・ダ・コスタ | 男子100m         | 11秒56 | 7着  | 予選敗退 | 予選敗退 | 予選敗退 | 予選敗退 | 予選敗退 | 予選敗退 |
| レカベラ・クアレスマ             | 女子100mハードル | 14秒54 | 6着  | -        | -        | 予選敗退 | 予選敗退 | 予選敗退 | 予選敗退 |